# Mark Sergueïev
Pour les articles homonymes, voir Sergueïev.
Mark Davidovich Sergueïev (en russe : Марк Дави́дович Серге́ев), né le 11 mai 1926 à Ienakiieve et mort le 9 juin 1997 à Irkoutsk, est un écrivain et journaliste soviétique.

## Biographie
Mark Sergueïev nait à Ienakiieve dans l'oblast de Donetsk. Son nom de naissance est Mark Davidovich Gantwarger. Il est le petit-fils, du côté maternel, de l'écrivain Mendele Moïkher Sforim.
Vétéran de la Seconde Guerre mondiale. Avant la remise des diplômes en juin 1941, toute la classe de Sergueïev a planté une allée de peupliers devant l'école. Tous ont juré de revenir, mais cinq seulement s'y sont retrouvés en 1945 - les autres sont morts pendant la guerre. Le poème La ballade des peupliers (Баллада о Тополях) est dédié à cet épisode.
De retour à la vie civile, il fait les études à l'Université d'État d'Irkoutsk.
Mark Sergueïev est l'auteur de contes de fées compilés dans les recueils Les joyeux fugueurs (1963), L'histoire du flocon de neige qui ne fondait pas et d'autres histoires incroyables (1973), C'est des miracles (1976). Il a écrit un roman de science-fiction pour enfants La machine à voyager dans le temps de Kolka Spiridonov (1964), qui, avec le conte La Galoche magique (1958; corrigé 1965), est réuni en un volume - La Galoche magique. La machine à voyager dans le temps de Kolka Spiridonov (1971).
En 1991, il devient membre du comité de rédaction du magazine pour enfants Sibiriachok.
En 1994, il initie la création du festival panrusse «Journées de la spiritualité et de la culture russes - Le rayonnement de la Russie» (Irkoutsk).
Mark Sergueïev est inhumé à Irkoutsk au cimetière Radichtchevski.

## Récompenses
- Prix Iossif Outkine (1971).
- ordre de la Guerre patriotique
- ordre de l'Amitié des peuples
- ordre de l'Insigne d'honneur